# Marco Asensio
Marco Asensio Willemsen (* 21. ledna 1996 Palma) je španělský profesionální fotbalista, který hraje na pozici křídelníka či ofensivního záložníka za francouzský klub Paris Saint-Germain a za španělskou reprezentaci.
V roce 2021 vybojoval stříbrné medaile na Letních olympijských hrách v Tokiu.

## Klubová kariéra
Narodil se 21. ledna 1996 ve městě Palma na Mallorce španělskému otci a nizozemské matce. Od roku 2006 hrál fotbal za místní klub CF Platges de Calvià.
Asensio na sebe upozornil ve dresu Mallorcy ve druhé lize, načež ho v prosinci 2014 koupil Real Madrid.
Madridský celek jej poslal hostovat do Espanyolu, v jehož dresu si poprvé vyzkoušel prvoligovou atmosféru.
Ve svém říjnovém debutu (2016) ve španělském domácím poháru Copa del Rey za Real Madrid vstřelil dva góly při výhře 7:1 nad Leonesou.
Během odvety osmifinále Copy del Rey 12. ledna 2017 proti Seville odehrál celé utkání a jedním gólem po individuální akci přispěl k remíze 3:3, která znamenala postup (Real vyhrál první zápas 3:0).
Na konci srpna ve druhém kole rozjíždějící se La Ligy nastoupil proti Valencii a dvěma góly zachránil domácí remízu 2:2 na Santiago Bernabéu.
Výkony na začátku ročníku 2017/18 si vysloužil pozornost fotbalové veřejnosti, navíc mu klub nabídl prodloužení smlouvy do roku 2023, kterou hráč přijal.
Na konci dubna na jaře 2018 vstřelil vítězný gól na hřišti Bayernu Mnichov, když po poločase střídal zraněného Isca a během 15 minut hry skóroval. Real si tak odvezl výhru 2:1 a po domácí remíze 2:2 postoupil do finále.
V základní sestavě finále proti Liverpoolu dostali přednost jiní, trenér Zidane ho poslal na trávník až v 89. minutě namísto Benzemy, přičemž vítězný výsledek 3:1 se už nezměnil.
Během 5. kola ligové sezóny 2018/19 vstřelil za Real jediný gól utkání proti Espanyolu a navázal na pět gólových asistencí v úvodních kolech. Nový trenér Julen Lopetegui mu dopřával herní vytížení, neboť během léta opustil Madrid Cristiano Ronaldo.
Na konci října nastoupil na posledních 15 minut proti Barceloně, která Real Madrid na vlastním stadionu porazila 5:1. Asensio neměl příležitosti změnit vývoj utkání a v závěru dovolil Arturu Vidalovi vsítit hlavou závěrečný gól.
V úvodním únorovém utkání osmifinále Ligy mistrů proti Ajaxu nepatřil do základní sestavy, ale poté co byl v závěru na posledních 15 minut poslán na hřiště, vstřelil vítězný gól na venkovní půdě.
Real Madrid ovšem možnost postupu do čtvrtfinále prováhal a doma s Ajaxem prohrál poměrem 1:4. Asensio byl jediným skórujícím hráčem Realu. Opět začínal na lavičce a zamířil do druhého poločasu vystřídat zraněného Viníciuse, ve druhém poločase se stal nejlepším hráčem svého týmu.
Na konci července 2019 se zranil během přípravného zápasu proti Arsenalu.
Na trávník se vrátil 19. června 2020 jako střídající hráč v utkání proti Valencii a jedním gólem pomohl vyhrát 3:0, čímž se tým držel na dosah titulu. Mimo jiné asistoval gólu Karima Benzemy.
Ve 35. kole mu byl uznán druhý gól v utkání proti Alavés, ve kterém nakonec Real vyhrál právě 2:0 a přiblížil se titulu.
Madridský celek si vybojoval prvenství a Barcelona zůstala druhá.
Poprvé ho staronový trenér Carlo Ancelotti postavil do základní sestavy 22. září 2021 v lize proti Mallorce. Asensio se ujmul příležitosti, vstřelil svůj první hattrick v profesionální kariéře a stal se mužem zápasu. Real Madrid se díky němu vrátil do čela tabulky po výhře 6:1 a v šestém kole sezóny 2021/22 disponoval královský klub už pěti výhrami. 12. prosince si zahrál madridské derby El Derbi Madrileño, ve kterém dal druhý z gólů domácího Realu při výhře 2:0 nad Atlétikem. Královský klub tímto vyhrál již 10. soutěžní zápas po sobě a upevnil si první místo v ligové tabulce. Díky jeho vítěznému gólu vyhrál Real Madrid 6. února 2022 nad Granadou 1:0. Asensio zastoupil své chybějící spoluhráče Viníciuse a Karima Benzemu, oba nejlepší střelce týmu.

### Paris Saint-Germain
Asensio se 6. července 2023 stal posilou francouzského klubu PSG. Přišel jako volný hráč a podepsal smlouvu na 3 roky.

### Aston Villa
Dne 3. února 2025 oznámil jeho příchod anglický prvoligový klub Aston Villa hrající Premier League. Asensio dorazil na hostování do konce sezóny 2024/25. Debutoval 9. února proti Tottenhamu v utkání Poháru FA, ve kterém Aston Villa zvítězila výsledkem 2:1 a postoupila do pátého kola poháru poprvé po deseti letech. Podle novinářů z lokálních médií Birmingham Live a Birmingham World šlo o zdařilý debut. Proti Chelsea 22. února vstřelil své první ligové góly od října předešlého roku, když dvěma góly rozhodl o výhře 2:1 v domácím prostředí stadionu Villa Park. Vítězný gól vsítil v 89. minutě. Zasadil se o výhru 3:0 v odvetě osmifinále Ligy mistrů proti Bruggám dne 12. března, když pět minut po příchodu na hřiště ve druhém poločasu vstřelil první ze svých dvou gólů večera. Ve čtvrtfinále se tak setkal se svým zaměstnavatelem Paris-Saint Germain, který později celou soutěž vyhrál. Proti Brightonu 3. dubna jej trenér Unai Emery opět vyslal na trávník v průběhu hry jako „žolíka“ a Asensio se mu odvděčil gólem na 2:0 při výhře 3:0 venku a šesté výhře napříč soutěžemi po sobě. Aston Ville, která skončila ligový ročník šestá, unikla Liga mistrů.

## Reprezentační kariéra
Od roku 2012 byl členem španělské reprezentace U16, poté U19 (2014–2015) a nakonec U21 (2015–2018).
Proti reprezentaci Bosny a Hercegoviny 29. května 2016 poprvé oblékl dres španělského národního týmu. V přátelském zápase ve Švýcarsku se zrodila výhra Španělska 3:1. Trenér Vicente del Bosque jej posléze opomenul při sestavování nominace na Euro 2016.
V roce 2018 byl součástí výběru Španělska pro Mistrovství světa v Rusku, kde Španělé vypadli v osmifinále právě s pořádateli.
V seniorské reprezentaci vedené trenérem Luisem Enriquem ovšem ztratil pozici a v roce 2021 si nezahrál na Mistrovství Evropy 2020 odloženém o rok kvůli pandemii covidu-19. Koncem června roku 2021 byl nominován na Letní olympijské hry v Tokiu, kde byl jedním ze tří fotbalistů nad 23 let. Na pravém křídle v rozestavení 4–3–3 nastoupil 22. července do úvodního střetnutí fotbalového turnaje s Egyptem, svěřenci trenéra Luise de la Fuenteho uhráli bezgólovou remízu. Tři dny nato přepracoval de la Fuente před zápasem s Austrálií sestavu, z níž vyřadil Asensia, ten ovšem jako střídající hráč vstřelil jediný (a tudíž vítězný) gól. Po postupu ze skupiny zdolal španělský výběr hráčů do 23 let Pobřeží slonoviny a v semifinále narazil na pořadatele turnaje Japonsko. Prodlužované semifinále hrané 3. srpna rozhodl gólem ve 115. minutě právě Marco Asensio. Finálový soupeř v podobě Brazílie ale Španělsku první zlaté medaile od roku 1992 odepřel. Asensio tak se spoluhráči vybojoval medaile stříbrné.
Zahrál si na Mistrovství světa pořádané v listopadu a prosinci 2022 Katarem. Znovuzískal důvěru trenéra Enriqueho, který jej 23. listopadu vyslal do úvodního skupinového utkání s Kostarikou. Asensio vstřelil druhý gól a pomohl soupeře přehrát 7:0. Španělská reprezentace přezdívaná „La Roja“ vyhrála nejvyšším rozdílem za dobu svých účastí na světovém šampionátu.

## Trofeje, úspěchy a ocenění

### Klubové
Real Madrid
- 3× vítěz La Ligy – 2016/17, 2019/20, 2021/22
- 1× vítěz Supercopy de España – 2017
- 3× vítěz Ligy mistrů UEFA – 2016/17, 2017/18, 2021/22, 2024/25
- 3× vítěz Superpoháru UEFA – 2016, 2017, 2022
- 3× vítěz Mistrovství světa klubů FIFA – 2016, 2017, 2018
- 1× vítěz Copy del Rey - 2022/23

Paris Saint-Germain
- 1x vítěz Ligue 1- 2023/24, 2024/25
- 1x vítěz Coupe de France-2023/24
- 1x vítěz Trophée des champions-2023/24, 2024/25

Reprezentační
Španělská reprezentace U19
- 1× vítěz Mistrovství Evropy hráčů do 19 let – 2015[35]

Španělská reprezentace U21
- 1× poražený finalista Mistrovství Evropy hráčů do 21 let – 2017[zdroj?]

Španělská reprezentace U23 / Olympijský výběr
- 1× stříbro na Letních olympijských hrách – turnaj mužů v Tokiu 2020[33]

Španělská fotbalová reprezentace
1x vítěz Liga národů UEFA 2022/23

## Osobní život
V roce 2011 mu zemřela matka na rakovinu.